# Nius de metralladores del Viso
Els nius de metralladores del Viso són un conjunt de construccions de caràcter bèl·lic ubicades al terme municipal de la Pobla d'Arenós, a l'Alt Millars. Actualment forma part d'una ruta de senderisme.

## Història
Es tracta de construccions de la Guerra Civil, dels quals se'n poden trobar en molts altres indrets. Es van construir durant el final del conflicte, com a part de la Línia XYZ. El 2020 van rebre una subvenció per a millorar-ne la senyalització.